# Корковий шолом

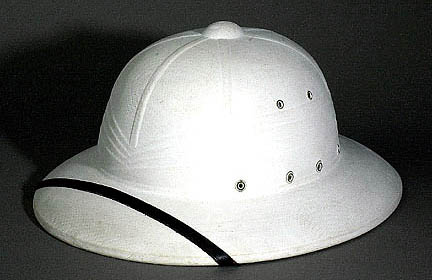
Білий сонцезахисний корковий шолом

Ко́рковий шоло́м (відомий також, як шолом для сафарі, колоніальний шолом)  — легкий шолом, зроблений з корку або з серцевини стовбура (не плутати з ядром) і обтягнутий тканиною (часто світлого кольору). Легкість та практичність коркового шолома сприяли його популярності, починаючи з XIX століття, серед Європейців-мандрівників та дослідників в районах зі спекотним і вологим тропічним кліматом, переважно в Африці та Південно-Східній Азії. Окрім того, корковий шолом полюбляли і колонізатори за часів колоніалізму, через що його вважають контраверсійним елементом одягу в цих регіонах і дотепер.